# Ярошівська сільська рада (Роменський район)
Яроші́вська сільська́ ра́да — колишній орган місцевого самоврядування в Роменському районі Сумської області. Адміністративний центр — село Ярошівка.

## Загальні відомості
- Населення ради: 595 осіб (станом на 2001 рік)

## Історія
05.02.1965 Указом Президії Верховної Ради Української РСР передано Волошнівську, Новогребельську, Хоминцівську та Ярошівську сільради Срібнянського району Чернігівської області — до складу Роменського району Сумської області.

## Населені пункти
Сільській раді підпорядковані населені пункти:
- с. Ярошівка

## Склад ради
Рада складається з 12 депутатів та голови.
- Голова ради: Ольшанський Микола Олександрович
- Секретар ради: Яременко Світлана Григорівна

### Керівний склад попередніх скликань
| Прізвище, ім'я, по батькові      | Основні відомості                                                 | Дата обрання | Дата звільнення |
| -------------------------------- | ----------------------------------------------------------------- | ------------ | --------------- |
| Ольшанський Микола Олександрович | Сільський голова, 1964 року народження, освіта вища, безпартійний | 26.03.2006   | 31.10.2010      |
| Ольшанський Микола Олександрович | Сільський голова, 1964 року народження, освіта вища, безпартійний | 31.10.2010   |                 |

Примітка: таблиця складена за даними сайту Верховної Ради України